# Veronica catenata
Veronica catenata là một loài thực vật có hoa trong họ Mã đề. Loài này được Pennell miêu tả khoa học đầu tiên năm 1921.